# Ochotskgyre
De Ochotskgyre is een kleine gyre in het noordwesten van de Grote Oceaan. De gyre ligt in de Zee van Ochotsk tussen het Russische schiereiland Kamtsjatka, oblast Magadan en kraj Chabarovsk, het eiland Sachalin, de noordkust van Japan en de Koerilen.
De gyre wordt gevormd door de instroom van zeewater van de noordwaarts stromende West-Kamtsjatkastroom dat vervolgens met de Noord-Ochotskstroom westwaarts en daarna met de Oost-Sachalinstroom zuidwaarts stroomt. In de Golf van Sachalin ten noorden van Sachalin splitst de Noord-Ochotskstroom zich in de oostelijke Oost-Sachalinstroom en de westelijke Limanstroom die via de Tatarensont ten westen van Sachalin naar het zuiden stroomt naar de Japanse Zee. Tussen Sachalin en Hokkaido stroomt de Soyastroom vanuit de Japanse Zee terug naar de Ochotskgyre.
De gyre ligt in de mariene ecoregio Zee van Ochotsk.